# Adam Wingard
Pour les articles homonymes, voir Wingard.
Adam Wingard, né le 3 décembre 1980 à Oak Ridge dans le Tennessee, est un réalisateur, directeur de la photographie, monteur et scénariste.
Il est en grande partie connu pour Blair Witch (2016) et Death Note (2017).

## Filmographie

### Films
| Année | Titre français                  | Titre original (si différent) | En tant que | En tant que | En tant que  | En tant que | En tant que | En tant que | Note                           |
| Année | Titre français                  | Titre original (si différent) | Réalisateur | Producteur  | Photographie | Monteur     | Scénariste  | Acteur      | Note                           |
| ----- | ------------------------------- | ----------------------------- | ----------- | ----------- | ------------ | ----------- | ----------- | ----------- | ------------------------------ |
| 2007  |                                 | Home Sick                     | oui         |             |              |             |             |             |                                |
| 2007  |                                 | Pop Skull                     | oui         | oui         | oui          | oui         | oui         | oui         |                                |
| 2010  |                                 | A Horrible Way to Die         | oui         |             |              | oui         |             |             |                                |
| 2011  |                                 | Autoerotic                    | oui         |             |              | oui         | oui         | oui         | Réalisé avec Joe Swanberg      |
| 2011  |                                 | What Fun We Were Having       | oui         |             | oui          | oui         | oui         |             |                                |
| 2012  | V/H/S                           |                               | oui         |             | oui          | oui         |             | oui         | Sketch Tape 56                 |
| 2012  | The ABCs of Death               |                               | oui         |             |              |             |             |             | Sketch Q Is for Quack          |
| 2013  | V/H/S/2                         |                               | oui         | oui         |              | oui         |             | oui         | Sketch Phase I Clinical Trials |
| 2013  | You're Next                     |                               | oui         | oui         |              | oui         |             |             |                                |
| 2014  | The Guest                       |                               | oui         |             |              | oui         |             |             |                                |
| 2016  | Blair Witch                     |                               | oui         |             |              |             |             |             |                                |
| 2017  | Death Note                      |                               | oui         |             |              |             |             |             |                                |
| 2021  | Godzilla vs Kong                |                               | oui         |             |              |             |             |             |                                |
| 2024  | Godzilla x Kong: The New Empire |                               | oui         |             |              |             |             |             |                                |

### Courts-métrages
- 2004 : The Little One
- 2005 : The Girlfriend
- 2007 : 1000 Year Sleep
- 2007 : Laura Panic
- 2008 : Paradox Mary
- 2008 : Little Sister Gone
- 2011 : 60 Seconds of Solitude in Year Zero (un segment d'une minute du film collectif)